# Niklas Hoffmann (Drehbuchautor)
Niklas Hoffmann (* 1987 in Münster) ist ein deutscher Drehbuchautor.

## Leben
Niklas Hoffmann studierte Philosophie an der Johannes-Gutenberg-Universität Mainz und Drehbuch an der Hochschule für Fernsehen und Film München und war Stipendiat der Kirch-Stiftung. 2013 drehte er den Dokumentarfilm First Class Asylum, der einen achttägigen Hungerstreik von Asylbewerbern am Münchner Rindermarkt begleitet.
Seit 2013 arbeitet er als Drehbuchautor. Er schrieb das Drehbuch für die Serie Blockbustaz (ZDFneo). 2017 wurde die von Hoffmann, Boris Kunz und Rafael Parente entwickelte schwarzhumorige Politserie Hindafing vom Bayerischen Rundfunk ausgestrahlt. Hindafing wurde 2018 u. a. für den Deutschen Fernsehpreis und den Adolf-Grimme-Preis nominiert und gewann beim Österreichischen Fernsehpreis die Romy als beste Serie. Im Herbst 2019 erschien die zweite Staffel von Hindafing, die ebenfalls für den Deutschen Fernsehpreis 2020 nominiert wurde.

## Filmografie
- 2014: First Class Asylum
- 2015–2016: Hubert & Staller (4 Episoden)
- 2016: Blockbustaz
- 2017: Hindafing
- 2018: Die Rosenheim-Cops (Mord wie er im Buche steht)
- 2018: Blockbustaz – Staffel 2
- 2019: Hindafing – Staffel 2
- 2023: Luden – Könige der Reeperbahn

## Auszeichnungen
- 2018: Österreichischer Film- und Fernsehpreis Romy in der Kategorie „Beste TV-Serie“: Niklas Hoffmann, Boris Kunz, Florian Kamhuber (für Hindafing Staffel 1)[6]